# Testa di Cristo coronata di spine (Aelbrecht Bouts)
La Testa di Cristo coronata di spine, chiamata anche Cristo del dolore benedicente, è un dipinto di Aelbrecht Bouts, realizzato intorno al 1500 e conservato al Museo di Belle Arti di Lione in Francia.

## Storia
L'artista dipinse diverse piccole rappresentazioni del Cristo sofferente, destinate alla devozione privata. Il dipinto apparteneva a Hecht Henri ed è stato acquistato dal museo nel 1885. È stato presentato come parte della mostra "So be it", che si è tenuta alla fine del 2011 al Museum of Fine Arts di Lione.

## Descrizione
Il lavoro mostra, su sfondo nero, il Salvator coronatus: un Cristo rappresentato fino al livello del busto e che porta sulla testa una ghirlanda intrecciata di spine. Con la bocca aperta e gli occhi aperti, ha le mani alzate: la mano destra è nell'atto di benedire, mentre quella sinistra evoca la redenzione attraverso la ferita della tortura, che simboleggia rispettivamente la gloria e la sofferenza di Cristo. 
Veste un cappotto rosso con un bordo d'oro, un cappotto da re, che i soldati gli hanno fatto indossare per prenderlo in giro, secondo il racconto Biblico. 
Gocce di sangue scorrono dalla sua fronte, mentre le lacrime gli inumidiscono le guance.